# Edgar Tekere
Edgar Zivanai Tekere (1 april 1937 – Mutare, 7 juni 2011) was een Zimbabwaans politicus. In 1980 werd Tekere verkozen tot minister van Arbeid voor zijn land. Zijn rivaliteit met Robert Mugabe betekende het einde van zijn politieke carrière.
Tekere overleed op 74-jarige leeftijd aan de gevolgen van kanker.